# Victoria Meyer-Laker
Victoria Meyer-Laker (ur. 18 marca 1988) – brytyjska wioślarka.

## Osiągnięcia
- Mistrzostwa Europy – Brześć 2009 – ósemka – 7. miejsce[1]
- Mistrzostwa Świata U23 – Brześć 2010 – czwórka podwójna – 7. miejsce[2]
- Mistrzostwa Europy – Płowdiw 2011 – ósemka – 4. miejsce[3]
- Mistrzostwa Europy – Varese 2012 – ósemka – 3. miejsce[4]
- Mistrzostwa Świata – Chungju 2013 – dwójka podwójna – 4. miejsce[5]
- Mistrzostwa Europy – Belgrad 2014 – czwórka podwójna – 5. miejsce[6]
- Mistrzostwa Świata – Amsterdam 2014 – czwórka podwójna – 9. miejsce[7]
- Mistrzostwa Świata – Aiguebelette 2015 – ósemka – 4. miejsce[8]